# Hutton (Lancashire)
Pour les articles homonymes, voir Hutton.
Hutton est un village et une paroisse civile du Lancashire, en Angleterre.